# Blood and Sand (pel·lícula de 1941)
Blood and Sand és una pel·lícula romàntica en Technicolor estatunidenca del 1941 dirigida per Rouben Mamoulian i protagonitzada per Tyrone Power, Linda Darnell, Rita Hayworth i Nazimova. Va ser produïda per 20th Century Fox i es va basar en la novel·la espanyola de 1908, que criticava les corrides de toros, Sangre y arena, de Vicent Blasco Ibáñez. A Espanya va estrenar-se amb el títol Sangre y arena. El repartiment de suport compta amb Anthony Quinn, Lynn Bari, Laird Cregar, J. Carol Naish, John Carradine i George Reeves. La veu, com a cantant, de Rita Hayworth va ser doblada per Gracilla Pirraga.
S'han fet diverses versions cinematogràfiques de Sangre y arena: una versió de 1922, produïda per Paramount Pictures i protagonitzada per Rudolph Valentino; una versió de 1916 filmada per Blasco Ibáñez amb l'ajuda de Max André i una posterior versió de 1989, protagonitzada per Christopher Rydell i Sharon Stone. La de 1941 va ser la quarta i última pel·lícula en què Tyrone Power i Linda Darnell van treballar junts. Les altres van ser Day-Time Wife (1939), Brigham Young (1940) i The Mark of Zorro (1940, estrenada a España com El signo del zorro).

## Trama
De petit, Juan Gallardo (Rex Downing) només vol convertir-se en torero com el seu pare mort. Una nit discuteix amb el pretensiós crític Natalio Curro (Laird Cregar) que va afirmar la manca de talent del pare de Juan a la plaça de toros. La discussió impulsa Juan a viatjar a Madrid i aconseguir el seu somni d'èxit a la plaça de toros. Abans de marxar, promet a l'aristòcrata Carmen Espinosa (Ann Todd), l'estimada des de la seva infància, que tornarà quan tingui èxit i es casarà amb ella.
Deu anys més tard, Juan Gallardo (ara interpretat per Tyrone Power) torna a Sevilla. S'ha convertit en matador i utilitza els seus guanys per ajudar la seva família empobrida. Instal·la la seva mare (Nazimova) en una casa preciosa i fa possible que ella pugui renunciar a la seva feina com a dona de neteja. També ajuda econòmicament la seva germana Encarnacion (Lynn Bari) i el seu promès Antonio (William Montague) perquè puguin obrir un negoci i casar-se. Contracta com a criat l'extorero Garabato (J. Carrol Naish), convertit en captaire. El millor de tot és que ara es pot casar amb la seva estimada de la infància Carmen (Linda Darnell) tal com li havia promès.
La riquesa i la fama de Juan segueixen creixent juntament amb el seu talent com a torero. Finalment es el matador més aclamat d'Espanya. Fins i tot el crític Curro, que l'havia menyspreat, ara li prodiga elogis i presumeix que va ser ell qui va descobrir el talent de Juan. Tot i que Juan segueix sent analfabet, se li obren les portes de la societat i, en una de les seves corrides de toros, crida l'atenció de la sensual dama de l'alta societat Doña Sol des Muire (Rita Hayworth).

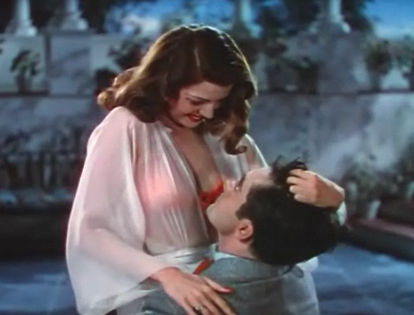
Hayworth i Power

En Juan està encegat per l'atenció que ha despertat la seva fama i a Doña Sol li és fàcil seduir-lo. Juan aviat comença a descuidar la seva dona, la seva família i la seva preparació en favor del estil de vida privilegiat i decadent de Doña Sol. La seva actuació a la plaça de toros es ressent dels seus excessos i cau de la seva posició de primer matador d'Espanya mentre que el seu estil de vida dilapidador fa que no tingui estalvis i no pagui proveïdors i empleats. El seu gerent l'adverteix que s'està autodestruint, però Juan es nega a acceptar el seu consell. Amb la caiguda de la fama i dels seus ingressos arriba el rebuig de les persones que abans eren importants per a ell, mentre Carmen el deixa en assabentar-se de la seva aventura. Amb la seva fama desapareguda, Doña Sol es dedica al nou i futur matador Manolo de Palma (Anthony Quinn), amic de la infància de Juan.
Després de perdre-ho tot, Juan es penedeix i demana perdó a Carmen, qui l'accepta de nou. Ell li promet que deixarà les corrides de toros, però vol tenir una darrera corrida per demostrar que encara és un gran matador. Les seves pregàries per a un últim èxit, però, no tenen resposta i, com el seu pare abans que ell, és cornejat pel toro. El seu ajudant, Garabato, diu enfadat que la «bèstia» és la multitud, no el toro. Juan mor als braços de Carmen mentre la multitud celebra la victòria de Manolo sobre el toro. Manolo saluda la multitud voluble tot inclinant-se prop de la taca que la sang de Juan ha deixat a la sorra.

## Principal repartiment i personatges
|  | Tyrone Power com Juan             |  | Linda Darnell coms Carmen Espinosa |
|  | Rita Hayworth com Doña Sol        |  | Nazimova com Señora Augustias      |
|  | Anthony Quinn com Manolo de Palma |  | J. Carrol Naish com Garabato       |
|  | Lynn Bari com Encarnacion         |  | John Carradine com Nacional        |
|  | Laird Cregar com Natalio Curro    |  |                                    |

| Actor             | Paper                |
| ----------------- | -------------------- |
| William Montague  | Antonio Lopez        |
| Vicente Gomez     | Guitarrista          |
| George Reeves     | Capità Pierre Lauren |
| Pedro deCordoba   | Don Jose Alvarez     |
| Fortunio Bonanova | Pedro Espinosa       |
| Victor Kilian     | Sacerdot             |
| Michael Morris    | La Pulga             |
| Charles Stevens   | Pablo Gomez          |
| Ann Todd          | Carmen (nena)        |
| Cora Sue Collins  | Encarnacion (nena)   |
| Russell Hicks     | Marquès              |
| Maurice Cass      | El Milquetoast       |
| Rex Downing       | Juan (ne)            |
| John Wallace      | Francisco            |
| Jacqueline Dalya  | Gachi                |
| Cullen Johnson    | Manolo (nen)         |
| Larry Harris      | Pablo (nen)          |
| Ted Frye          | La Pulga (nen)       |
| Schuyler Standish | Nacional (nen)       |

| Fred Malatesta   | cambrer al servei de Natalio Curro       |
| Michael Visaroff | patró a la cantina                       |
| Rafael Alcayde   | patró a la cantina                       |
| Elena Verdugo    | ballarina especialitzada a la cantina    |
| Francis McDonald | Amic de Manolo                           |
| Esther Estrella  | noia que mira en Juan amb admiració      |
| Cecilia Callejo  | noia que mira admiradament en Juan       |
| Barry Norton     | convidat al sopar i recepció de Dona Sol |
| Bess Flowers     | convidat al sopar i recepció de Dona Sol |
| Kay Linaker      | convidat al sopar i recepció de Dona Sol |
| Julian Rivero    | espectador a la corrida de toros         |
| Gino Corrado     | cambrer que serveix Juan a la cantina    |

## Producció

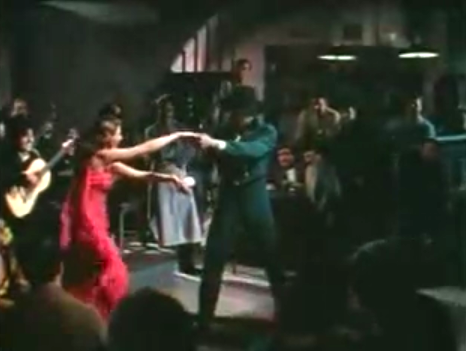
Hayworth i Quinn

Es van considerar més de trenta actrius per al paper de Doña Sol, entre les quals Gene Tierney i Dorothy Lamour. Després que Carole Landis, l'elecció original de Zanuck, es negués a tenyir-se els cabells de vermell per al paper, Rita Hayworth va ser seleccionada. Els decorats de Rouben Mamoulian es van inspirar en les obres dels pintors El Greco, Goya i Velázquez. Durant el rodatge, Mamoulian portava pistoles de pintura per poder alterar el color dels decorats en qualsevol moment. També va pintar ombres a les parets en lloc de canviar la il·luminació.
Els plans llargs exteriors de la pel·lícula es van filmar a la Plaça de Toros de la Ciutat de Mèxic. El famós matador Armillita va entrenar Power i altres membres del repartiment i va ser el doble de Power en algunes de les seqüències taurines rodades sobre el terreny. El sastre Jose Dolores Pérez va copiar dos dels elaborats vestits de matador d'Armillita per a la pel·lícula.
Oscar "Budd" Boetticher Jr. va ser assessor tècnic del film. Aquesta va ser la seva primera pel·lícula. També va treballar amb Power en tècniques taurines i va ajudar la directora de dansa Geneva Sawyer en la coreografia del ball entre Hayworth i Anthony Quinn.
Per a les cançons, la veu de Rita Hayworth va ser doblada per Graciela Párraga.
A diferència de la majoria de pel·lícules de l'època, Blood and Sand no se'n va fer una preestrena, i es va estrenar sense tallar al Grauman's Chinese Theatre el maig de 1941.
Una versió radiofònica de la mateixa història, protagonitzada per Power i la seva aleshores esposa Annabella, es va transmetre en el programa de ràdio Lux Radio Theatre el 20 d'octubre de 1941.

## Recepció
La pel·lícula va ser un gran èxit i va obtenir un benefici de 662.500 dòlars.
Variety va elogiar la pel·lícula, i va afegir: «Especialment efectives són les seqüències de l'arena taurina […] Power ofereix una actuació persuasiva com a l'heroi d'Ibáñez, mentre que Darnell és bonica i ingènua com a la jove esposa. Hayworth és excel·lent com a vampiressa i crida una gran atenció, igual que Nazimova, que fa una actuació esplèndida com a mare de Power.»
D'altra banda, la ressenya de The New York Times (signada T.S.) va ser molt negativa: «Perquè hi ha massa poc drama, massa poca sang i sorra. En canvi, la història s'embolica constantment en els clixés romàntics més atroços[…] [Hi ha] indicis d'un melodrama romàntic impressionant amb matisos ombrívols, però la major part de la crueltat essencial del tema es perd en bonics colors i discursos retòrics […] Les millors interpretacions es troben en els papers menors: Laird Cregar com a un aficionat efeminat, J. Carrol Naish com a torero fracassat, John Carradine com a membre de la quadrilla. Per un moment apassionant, Vicente Gómez, el músic, apareix a la pantalla. Si la pel·lícula només hagués agafat el pols bàrbar dels dits incomparables de Gómez a la guitarra, hi hauria un bon motiu per aplaudir. En lloc d'això, la major part de la pel·lícula es conforma a mostrar una postura bella.»
Leonard Maltin atorga a la pel·lícula tres de quatre estrelles, descrivint-la com un «remake en pastel de la pel·lícula muda de Valentino sobre un torero ingenu que ignora l'amor veritable (Darnell) per la temptadora (Hayworth). Un romanç lent impulsat per l'actuació de Nazimova com a mare de Power; una bella producció en color que va guanyar els Oscars per als directors de fotografia Ernest Palmer i Ray Rennahan.»

## Versions
- El mateix any, 1941, el còmic mexicà Cantinflas va aparèixer a la pel·lícula de comèdia mexicana Ni sangre ni arena, una paròdia deliberada d'aquesta pel·lícula.[14]
- Inspirada per la popularitat de Blood and Sand, The Three Stooges van estrenar un curt titulat What's the Matador? sense cap relació amb la història excepte la tauromàquia. Es va rodar l'agost de 1941, tres mesos després de l'estrena de Blood and Sand, però no va estrenar-se fins a l'abril de 1942.
- Fifa e arena, una pel·lícula de comèdia italiana de 1948 protagonitzada per Totò com a torero maldestre, juga només amb el títol.

## Premis
La pel·lícula va guanyar un premi Oscar a la millor fotografia. També va ser nominada a la millor direcció artística (Richard Day, Joseph C. Wright i Thomas Little).